# West Mifflin
West Mifflin é um distrito localizado no estado norte-americano da Pensilvânia, no Condado de Allegheny.

## Demografia
Segundo o censo norte-americano de 2000, a sua população era de 22.464 habitantes.
Em 2006, foi estimada uma população de 20.957, um decréscimo de 1507 (-6.7%).

## Geografia
De acordo com o United States Census Bureau tem uma área de 37,4 km², dos quais 36,7 km² cobertos por terra e 0,7 km² cobertos por água.

## Localidades na vizinhança
O diagrama seguinte representa as localidades num raio de 4 km ao redor de West Mifflin.